# ホール川
ホール川（ホールがわ、ロシア語: Хор, 中国語: 霍尔河, 英語: Khor）は、ロシアハバロフスク地方を流れるウスリー川の右支流である。 清朝時代は和羅河と呼ばれていた。
水源は、シホテアリニ山脈（北側）の西斜面。全長453 km。流域面積24,700 km2 。
ウスリー川との合流点付近には都市型集落ホール（de）があり、シベリア鉄道が通っている。